# 크레이지레이싱 에어라이더
《크레이지레이싱 에어라이더》는 로두마니 스튜디오에서 제작하고 넥슨에서 서비스했었던 3D 온라인 레이싱 게임이다. 크레이지레이싱 카트라이더의 후속작으로 평가받던 에어라이더는 접속자 수 감소로 인해 2012년 1월 12일에 서비스를 종료하였다.

## 역사
- 2009년 5월 25일 : 에어라이더 공식 사이트 오픈
- 2009년 6월 4일 ~ 6월 7일 : 1차 비공개 테스트(시험 비행) 실시
- 2009년 7월 2일 ~ 7월 5일 : 2차 비공개 테스트(시험 비행) 실시
- 2009년 7월 21일 : 공식 오픈 BETA
- 2009년 10월 21일 이후 : 업데이트 중지
- 2012년 1월 12일 : 서비스 종료